# Ulrich Himmelmann

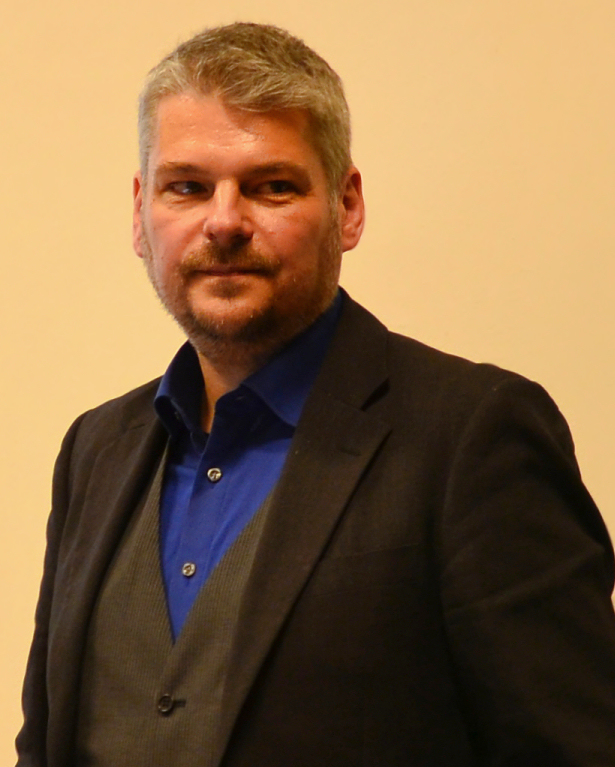
Ulrich Himmelmann, 2016

Ulrich Himmelmann (* vor 1971) ist ein deutscher Provinzialrömischer Archäologe. Er leitet in der Direktion Landesarchäologie der Generaldirektion Kulturelles Erbe Rheinland-Pfalz (GDKE) die Außenstelle Speyer.

## Leben
Ulrich Himmelmann studierte an der Universität Heidelberg Ur- und Frühgeschichte, Klassische Archäologie und europäische Kunstgeschichte. 1998 erlangte er seinen Magister mit einer Arbeit zu Reliefsigillata aus Rheinzabern. Bereits während seines Studiums nahm er an Ausgrabungen in Rheinland-Pfalz und in Baden-Württemberg teil. 2001 erhielt Himmelmann ein Promotionsstipendium der Landesgraduiertenförderung Baden-Württemberg. 2003 wurde er bei Joseph Maran mit einer Dissertation zu Ausgrabungen im römischen Vicus Eisenberg in der Pfalz promoviert.
Seit dem Jahr 2001 ist Ulrich Himmelmann Mitarbeiter der Generaldirektion Kulturelles Erbe Rheinland-Pfalz. Von 2008 bis Ende 2013 leitete er in Mainz das Sachgebiet Informationstechnik/EDV und wurde anschließend im Januar 2014 Nachfolger von Helmut Bernhard, Leiter der Außenstelle Speyer der Direktion Landesarchäologie (Archäologisches Schaufenster Speyer). Er ist stellvertretender Landesarchäologe von Rheinland-Pfalz und gehört in dieser Funktion dem Verband der Landesarchäologen an.
2015 kritisierte Himmelmann das Vorgehen eines Sondengängers bei der Entdeckung des Hortfundes von Rülzheim, das wegen der unfachmännischen Bergung keine Rekonstruktion der Ablageumstände mehr zulasse. Dennoch befürwortet er eine verstärkte Zusammenarbeit der Landesarchäologie in Rheinland-Pfalz mit interessierten Laien, soweit diese eng mit den Denkmalschutzbehörden zusammenarbeiten.

## Veröffentlichungen (Auswahl)
- Der Römische Vicus von Eisenberg I: die Häuser 7 und 8 sowie die dazwischenliegende Straßenparzelle. Dissertation Universität Heidelberg 2003 (Digitalisat).
- mit Helmut Bernhard, Arno Braun, Thomas Kreckel und Helmut Stickl: Der römische Vicus von Eisenberg. Ein Zentrum der Eisengewinnung in der Nordpfalz (= Archäologische Denkmäler in der Pfalz. Band 1). Generaldirektion Kulturelles Erbe, Direktion Archäologie, Außenstelle Speyer, Speyer 2007, ISBN 3-936113-02-5.
- mit Richard Petrovszky: Der reiternomadisch-hunnische Schatzfund von Rülzheim (Rheinland-Pfalz) – zum vorläufigen Forschungsstand. In: Mitteilungen des Historischen Vereins der Pfalz. 115, 2017, S. 83–114.
- mit Richard Petrovszky: Der „Schatz von Rülzheim“ und die Folgen: Zum vorläufigen Forschungsstand und über die Zusammenarbeit mit ehrenamtlichen „Sondengängern“ in der Pfalz. In Germersheimer Geschichtsblätter. 5, 2018, S. 7–40 (Digitalisat).